# 사토 신야
사토 신야(일본어: 佐藤 真也, 1978년 11월 13일 ~ )는 일본의 전 축구 선수이다.

## 구단 경력
과거 FC 류큐, 기라반츠 기타큐슈에서 활동하였다.